# Thanas Qerama
Thanas Qerama, född 7 april 1945, död 4 april 2004, var en albansk science fiction-författare.

## Verk i urval[2]
- Roboti i pabindur 1981
- Një javë në vitin 2044 1982
- Misteri i tempullit të lashtë 1987
- 20 vjet në kozmoz 1993